# Madori
Madori est une commune rurale située dans le département de Manni de la province de la Gnagna dans la région de l'Est au Burkina Faso.

## Géographie
Madori est situé à 30 km à l'Est de Bogandé, le chef-lieu de la province, et à 8 km au Sud-Est de Mopienga.

## Santé et éducation
Le centre de soins le plus proche de Madori est le centre de santé et de promotion sociale (CSPS) de Mopienga.